# Murtaugh Peak
Murtaugh Peak (in lingua inglese: Picco Murtaugh) è un picco roccioso antartico, alto 3.085 m, che sormonta una dorsale montuosa 7 km a ovest-nordovest del Monte Minshew, nel Wisconsin Range della catena dei Monti Horlick, nei Monti Transantartici, in Antartide.
Il picco è stato mappato dall'United States Geological Survey (USGS) sulla base di rilevazioni e foto aeree scattate dalla U.S. Navy nel periodo 1960-64.
La denominazione è stata assegnata dall'Advisory Committee on Antarctic Names (US-ACAN), in onore di John G. Murtaugh, geologo che faceva parte del gruppo geologico dell'Ohio State University nei Monti Horlick nel 1964-65.